# Czarnogłów (województwo mazowieckie)
Czarnogłów – wieś sołecka w Polsce położona w województwie mazowieckim, w powiecie mińskim, w gminie Dobre.
Przez miejscowość przepływa niewielka rzeka Osownica, dopływ Liwca. 
Czarnogłów to miejscowość położona na terenie województwa mazowieckiego, w powiecie mińskim, w gminie Dobre. Powierzchnia Sołectwa wynosi 493 ha. Obecnie liczba mieszkańców Czarnogłowa wynosi 201 osób. Przez teren miejscowości przebiega droga powiatowa. Odległość z Czarnogłowa do Warszawy wynosi 64 km, do Mińska Mazowieckiego 23 km, do Siedlec 45 km. 
W Czarnogłowie znajduje się ujęcie wody, które zasila całą gminę Dobre. Jest to wieś położona na pograniczu dwóch mezoregionów. W Czarnogłowiu znajduje się jeden sklep. 
We wsi znajduje się kaplica mariawicka, należąca do parafii Trójcy Przenajświętszej w Wiśniewie, natomiast mieszkańcy rzymskokatoliccy należą do  parafii Trójcy Świętej w Wiśniewie. 
Pierwsza informacja dotycząca miejscowości pochodzi z 1563 roku. Czarnogłów był miejscowością gminną, parafia Wiśniew. W 1783 roku właścicielem wsi był Świniarski. W 1827 roku w Czarnogłowie było 20 domów i 176 mieszkańców, 50 lat później istniało 13 domów i 196 osadników. Folwark Czarnogłów z wsią Duchnów zajmował 781 mórg ziemi, posiadał młyn wodny z rybołówstwem i pokłady rudy. W gminie Czarnogłów mieszkało 1556 osób a powierzchnia obszaru wynosiła 5279 mórg. Należały do niej wsie: Czarnogłów, Czarnogłówska Wólka, Duchnów, Kamienna, Pokrzywnik, Turek, Wiśniew i Zimnowoda. W gminie były dwa młyny wodne i szkoła początkowa. 
Prywatna wieś szlachecka położona była w drugiej połowie XVI wieku w ziemi liwskiej województwa mazowieckiego.
Do 1922 roku istniała gmina Czarnogłów.
Dnia 22 września 1922 r. w przedmiocie zmiany granic gmin wiejskich na dawnym obszarze zaboru rosyjskiego i austriackiego, zniesiono gminę wiejską Czarnogłów w powiecie mińskim, województwie warszawskim. Należące do zniesionej gminy Czarnogłów gromady: Garczyn Mały, Garczyn Duży, Nart, Pokrzywnik, Strzebulę, Turek, Żebrówkę i Zimnowodę włączono do gminy wiejskiej Chróścice, gromady: Czarnogłów, Kamionkę i Wólkę Czarnogłowską włączono do gminy wiejskiej Rudzienko, gromadę Wiśniew - do gminy wiejskiej Jakubów w tymże powiecie i województwie. Sama gromada Czarnogłów została wcielona do gminy wiejskiej Dobre.
15 lutego 2002 będący dotychczasową częścią wsi Baltazarów został zlikwidowany jako osobna miejscowość.